# Nuzzi Chierego
Nuzzi Chierego Ivancich (Fiume, 1905 – Stresa, 2001) è stata una pittrice e scultrice italiana.

## Biografia
Nata in Istria, visse a Stresa e a Milano.
Nota in Italia e all'estero, le sue prime mostre risalgono al 1936, anni in cui lavorava a Milano; nel dopoguerra effettuò alcune esposizioni all'estero (tra cui a Parigi nel 1953).
Sue opere sono conservate in alcuni musei, tra cui la Galleria Geri, i Musei Civici del Castello Sforzesco e al Museo di Arte Moderna a Milano, il Museo storico di Fiume a Roma e il Museo Arte Moderna e Contemporanea a Fiume.
Altre sue pitture e sculture sono visibili in chiese (Chiesa di San Carlo a Stresa,Chiesa di San Carlo e la Parrocchia Prepositurale di Carciano a Stresa, la Chiesa Mater Amabilis a Milano, la chiesa di Garabandal in Spagna ed altre), palazzi comunali (tra gli altri quello di Varese e Palazzo Doria a Genova) e camposanti (il Cimitero Monumentale di Milano e il Cimitero di Lucca tra gli altri).
Il poeta calabrese Luigi Strano le ha dedicato la poesia Alla scultrice Nuzzi Chierego.